# Paul Huyn

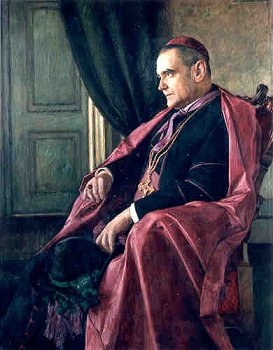
Paul Graf Huyn als Bischof von Brünn

Graf Paul von Huyn (tschechisch: Pavel hrabě Huyn; * 17. Februar 1868 in Brünn; † 1. Oktober 1946 in Bozen) war Bischof von Brünn und Erzbischof von Prag.

## Leben
Paul Graf Huyn empfing am 7. Juni 1892 die Priesterweihe. Von 1901 bis 1904 wirkte Huyn als Pfarrer in Běhařovice. Nach der Erhebung des Brünner Bischofs Franziskus von Sales Bauer zum Erzbischof von Olmütz wurde er 1904 zu dessen Nachfolger im Bistum Brünn nominiert. Der päpstlichen Bestätigung vom 14. Mai 1904 folgte am 26. Juni desselben Jahres die Bischofsweihe durch Erzbischof Bauer und drei Tage später die Amtsübernahme.
Am 4. Oktober 1916 wurde er zum Erzbischof von Prag nominiert und am 8. Dezember desselben Jahres inthronisiert. Wegen der Auswirkungen des Ersten Weltkrieges und der damit verbundenen Auflösung des Vielvölkerstaates, die nationalistische Anfeindungen von Teilen der Bevölkerung zur Folge hatte, trat er am 6. September 1919 von seinem Amt zurück. Papst Benedikt XV. ernannte ihn daraufhin zum Titularerzbischof von Serdica (heute Sofia) und am 13. Juni 1921 zum Assistenten des päpstlichen Stuhls sowie zum Titularpatriarchen von Alexandria.
Wegen innerkirchlicher Streitigkeiten mit dem Papst wurde ihm die Würde eines Kardinals in der Kurie verwehrt. Seit den 1920er-Jahren lebte er in Gries bei Bozen. Am 1. Oktober 1946 verstarb er in der Benediktinerabtei Muri-Gries in Bozen und wurde in der Stiftskirche bestattet.

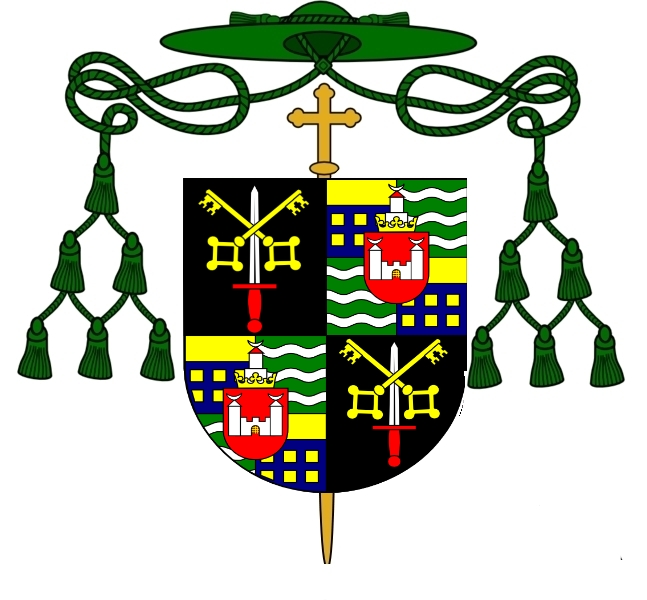
Wappen des Bischofs von Brünn
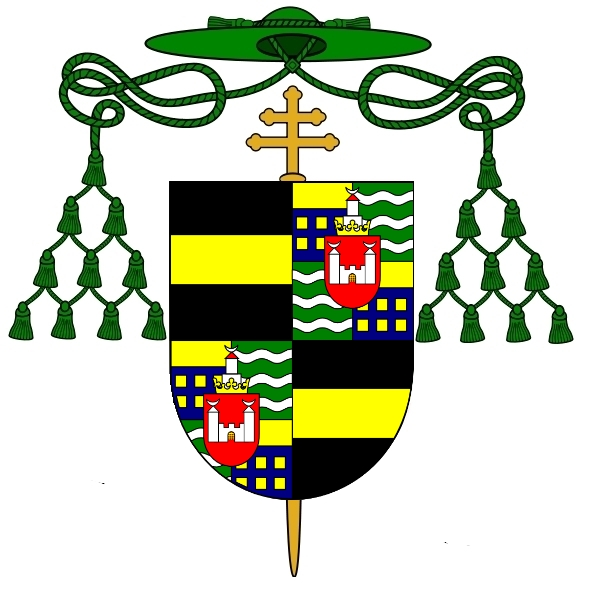
Wappen des Erzbischofs von Prag